# Lie Lie Lie
Lie Lie Lie è un singolo del cantautore statunitense Serj Tankian, pubblicato il 21 dicembre 2007 come terzo estratto dal primo album in studio Elect the Dead.

## Video musicale
Il video, diretto da Martha Colburn, mostra un'animazione in cui sono visibili Tankian e un'altra donna in forma di marionette.

## Tracce
Download digitale, CD promozionale (Regno Unito, Stati Uniti)
1. Lie Lie Lie – 3:33

Download digitale – versione dal vivo
1. Lie Lie Lie (Live from MySpace's the List) – 3:48

## Formazione
Musicisti
- Serj Tankian – chitarra, basso, pianoforte, voce, sintetizzatore, programmazione della batteria, melodica, campane, effetti sonori
- Brain – batteria
- Dan Monti – basso aggiuntivo
- Ani Maldjian – voce aggiuntiva

Produzione
- Serj Tankian – produzione, ingegneria del suono
- Dan Monti – ingegneria del suono
- Krish Sharma – ingegneria alla batteria
- Bo Joe – assistenza ingegneria alla batteria
- Neal Avron – missaggio
- Nicholas Fournier – assistenza al missaggio
- Vlado Meller – mastering

## Date di pubblicazione
| Paese                 | Data di pubblicazione | Formato           | Note  |
| --------------------- | --------------------- | ----------------- | ----- |
| Mondo                 | 21 dicembre 2007      | Download digitale | [ 3 ] |
| Stati Uniti d'America | 1º luglio 2008        | Airplay           | [ 4 ] |